# Shaun, a bárány és a farmonkívüli
A Shaun, a bárány és a farmonkívüli (eredeti cím:A Shaun the Sheep Movie: Farmageddon) egy 2019-es brit-francia gyurmafilm,  amit az Aardman Animations és HiT Entertainment készített a Shaun, a bárány című sorozatuk alapján. A filmet Richard Phelan és Will Becher rendezte a Mark Burton, Jon Brown és Richard Starzak által írt forgatókönyből, a zenét Tom Howe szerezte. A filmben – a sorozathoz hasonlóan – nem beszélnek rendesen a karakterek, hanem halandzsanyelven szólalnak meg.
Először az Egyesült Királyságban mutatták be az Odeon Leicester Squareben 2019. szeptember 22-én, Franciaországba 2019. október 16-án, Magyarországba pedig 2019. december 19-én került a mozikban.
A filmet jelölték Oscarra és a BAFTA-díjra is a legjobb animációs film kategóriájában.

## Cselekmény
Shaun, a bárány igyekszik mindenféle kalandba keveredni a farmon, amiben a pásztorkutya, Bitzer folyamatosan akadályozza őt. Azonban egy nap nem várt vendég zuhan le a farmra, egy másik bolygóról. A fiatal űrlény, Lu-La véletlenül keveredett a bolygóra, Shaun és barátai pedig igyekeznek őt hazajuttatni, mielőtt egy földönkívüliek elkapásával foglalkozó titkosügynökség csap le rá.

## Szereplők
| Szereplő     | Eredeti hang    | Faj          |
| ------------ | --------------- | ------------ |
| Shaun        | Justin Fletcher | bárány       |
| Timmy        | Justin Fletcher | bárány       |
| Bitzer       | John Sparkes    | kutya        |
| Gazda        | John Sparkes    | ember        |
| Lu-La        | Amalia Vitale   | földönkívüli |
| Me-Ma        | Amalia Vitale   | földönkívüli |
| Timmy mamája | Kate Harbour    | bárány       |
| Red ügynök   | Kate Harbour    | ember        |
| Shirley      | Richard Webber  | bárány       |
| Obo          | Richard Webber  | földönkívüli |
| Slip         | David Holt      | M-U-G-G-1N5  |
| Bárányikrek  | Simon Greenall  | bárány       |
| Hazel        | Emma Tate       | bárány       |
| Nuts         | Andy Nyman      | bárány       |
| Pizzás fiú   | Joe Sugg        | ember        |

## Díjak és jelölések
| Díj                                       | Dátum              | Kategória                                  | Jelölt                                                                            | Eredmény     |
| ----------------------------------------- | ------------------ | ------------------------------------------ | --------------------------------------------------------------------------------- | ------------ |
| Oscar-díj                                 | 2021. április 25.  | Legjobb animációs film                     | Richard Phelan, Will Becher, Paul Kewley                                          | Jelölve      |
| Annie Awards                              | 2021. április 16.  | Legjobb független animációs film           | Paul Kewley                                                                       | Jelölve      |
| Annie Awards                              | 2021. április 16.  | Legjobb animációs filmforgatókönyv         | Mark Burton, Jon Brown                                                            | Jelölve      |
| Annie Awards                              | 2021. április 16.  | Legjobb vágás animációs filmben            | Sim Evan-Jones, Adrian Rhodes                                                     | Jelölve      |
| Austin Film Critics Association           | 2021. március 19.  | Legjobb animációs film                     | Shaun, a bárány és a farmonkívüli                                                 | Jelölve      |
| Art Directors Guild Awards                | 2021. április 10.  | Legjobb látványtervezés animációs film     | Matt Perry, Matt Sanders, Richard Edmunds                                         | Jelölve      |
| BAFTA-díj                                 | 2020. február 2.   | Legjobb animációs film                     | Will Becher, Richard Phelan, Paul Kewley                                          | Jelölve      |
| British Animation Awards                  | 2020. március 12.  | Legjobb egész estés animációs film         | Will Becher, Richard Phelan                                                       | Elnyerte     |
| British Independent Film Awards           | 2019. december 1.  | Legjobb effekt                             | Howard Jones                                                                      | Elnyerte     |
| British Independent Film Awards           | 2019. december 1.  | Douglas Hickox Award                       | Will Becher, Richard Phelan                                                       | Jelölve      |
| Cinema Audio Society                      | 2021. április 17.  | Legjobb hangkeverés animációs filmben      | Dom Boucher, Chris Burdon, Gilbert Lake, Adrian Rhodes, Alan Meyerson, Ant Bayman | Jelölve      |
| Chicago Film Critics Association          | 2020. december 21. | Legjobb animációs film                     | Shaun, a bárány és a farmonkívüli                                                 | Jelölve      |
| Critics' Choice Super Awards              | 2021. január 10.   | Legjobb animációs film                     | Shaun, a bárány és a farmonkívüli                                                 | Jelölve      |
| 2021 Gold Derby Awards                    | 2021. április 16.  | Legjobb animációs film                     | Will Becher, Richard Phelan, Paul Kewley                                          | Jelölve      |
| 2020 Golden Tomato Awards                 | 2021. március 11.  | Legjobb animációs film                     | Shaun, a bárány és a farmonkívüli                                                 | 4. helyezett |
| Hollywood Music in Media Awards           | 2021. január 27.   | Legjobb eredeti filmzene animációs filmben | Tom Howe                                                                          | Jelölve      |
| Music + Sound Awards UK                   | 2020. július 21.   | Legjobb eredeti filmzene                   | Tom Howe                                                                          | Jelölve      |
| National Film Awards UK                   | 2020. július 1.    | Legjobb animációs film                     | Will Becher and Richard Phelan                                                    | Jelölve      |
| London Critics Circle Film Awards         | 2020. január 30.   | Technical Achievement Award                | Will Becher and Richard Phelan                                                    | Jelölve      |
| Online Association of Female Film Critics | 2021. március 1.   | Legjobb animációs film                     | Shaun, a bárány és a farmonkívüli                                                 | Jelölve      |
| Satellite Award                           | 2019. december 19. | Legjobb animációs film                     | Will Becher, Richard Phelan                                                       | Jelölve      |
| World Soundtrack Awards                   | 2020. október 24.  | Az év felfedezettje                        | Tom Howe                                                                          | Jelölve      |